# Междущатска магистрала 85
Междущатска магистрала 85 (Interstate 85, съкратено I-85) е междущатска магистрала в югоизточните Съединени щати. Дължината на магистралата е 668,75 мили (1076,25 км). Преминава през пет щата.
| Щат                | мили   | км      |
| ------------------ | ------ | ------- |
| Алабама            | 80     | 130     |
| Джорджия и Алабама | 179,9  | 292     |
| Южна Каролина      | 106,28 | 172     |
| Северна Каролина   | 233,93 | 377     |
| Вирджиния          | 68,64  | 112     |
| Общо               | 668,75 | 1076,25 |

|  | Тази страница частично или изцяло представлява превод на страницата Interstate 85 в Уикипедия на английски. Оригиналният текст, както и този превод, са защитени от Лиценза „Криейтив Комънс – Признание – Споделяне на споделеното“, а за съдържание, създадено преди юни 2009 година – от Лиценза за свободна документация на ГНУ. Прегледайте историята на редакциите на оригиналната страница, както и на преводната страница, за да видите списъка на съавторите. ВАЖНО: Този шаблон се отнася единствено до авторските права върху съдържанието на статията. Добавянето му не отменя изискването да се посочват конкретни източници на твърденията, които да бъдат благонадеждни. |